# Alcazaba de Baza
La alcazaba de Baza fue una fortificación situada en el casco urbano de la localidad granadina de Baza, España. Sus restos cuentan con la protección de la Declaración genérica del Decreto de 22 de abril de 1949, y la Ley 16/1985 sobre el Patrimonio Histórico Español.

## Descripción
Dos potentes terremotos y el proceso urbanístico sufrido a partir del siglo XVIII han transformado profundamente el aspecto de este espacio. Aunque en la actualidad sólo se conservan algunos tramos de muralla y restos de varias torres, la Alcazaba de Baza fue en su tiempo una fortaleza casi inexpugnable. Sus murallas presentan tres fases constructivas: una primera del siglo XI-XII, otra nazarí y una última, ya cristiana del siglo XVI. Se encuentra en el corazón del Centro Histórico de la ciudad, dominando la antigua medina.

## Historia
Como la describía Hernando del Pulgar "La çibdat tiene el muro muy fuerte, e las torres dél muchas y grandes, çercanas unas a otras; especialmente a la una parte tiene quatro torres albarranas a tanto anchas, que cada una sale del muro por espaçio de quatro pasos. este al cabo de la çibdat, a la parte de la syerra, está fundado un alcaçar, artifiçialmente fortaleçido con muchas torres e altos muros".
El cronista árabe Ibn Hayyan cita que Baza, en manos del rebelde muladí Umar ibn Hafsun, fue tomada en el 913 por Abd al-Rahman III al-Nasir. En relación con su ubicación Ibn al-Jatib indica que la fortaleza se ubica en un terreno que "no es apto para la cimentación de los edificios por causa de la humedad (¿); y por esa misma razón la muralla de su cerca se arruina frecuentemente y el cascote que de ella se desprende rellena los fosos que la circundan, lo cual resta valor militar a esta plaza que no puede aguantar un prolongado asedio. (¿) La guarnición vive en constante alarma, prevenida tras las murallas de la ciudad, contra los ataques del enemigo que son frecuentísimos".
A pesar de lo indicado, Baza, junto a Málaga, fue una de las plazas que más dificultades generó a la conquista castellana, llegándose a plantear un cerco con una duración superior a los cinco meses que finalmente condujo a la entrega de la ciudad en noviembre de 1489. Su toma fue el punto de partida que posibilitó la caída de otras alquerías y ciudades de importancia como Guadix o Almería, abriendo paso hacia la costa de Granada.